# Auguste Ley
Pour les articles homonymes, voir Ley (homonymie).
Auguste Ley, né le 16 avril 1873 à Érezée et décédé le 10 janvier 1956 à Ottignies, est un médecin psychiatre belge.

## Biographie
D'abord instituteur, il fait ensuite des études de médecine pour devenir agrégé de l'Université libre de Bruxelles en 1910.
Il y occupe la chaire de Psychologie à partir de 1912 où il succède à Hector Denis.
En même temps, il dirige le Service de Psychiatrie de l'hôpital Saint-Jean.
Il est un des fondateurs de la Ligue d'Hygiène mentale de Belgique.
En 1928, il préside le Congrès annuel des Aliénistes de France et des Pays de Langue française.
Il est le père de Madeleine Ley, femme de lettres belge (1901-1981).